# Bulgarien i olympiska vinterspelen 2022
Bulgarien deltog i de olympiska vinterspelen 2022 i Peking i Kina mellan den 4 och 20 februari 2022.
Bulgariens lag bestod av tio män och sex kvinnor som deltog i sex sporter. Skidskytten Maria Zdravkova och snowboardåkaren Radoslav Yankov blev utsedda till landets fanbärare vid öppningsceremonin. Ursprungligen skulle skidskytten Milena Todorova vara fanbärare vid öppningsceremonin, men hon ersattes av Zdravkova då hon skulle tävla i mixstafetten följande dag. Vid avslutningsceremonin var en volontär landets fanbärare.

## Alpin skidåkning
| Idrottare      | Gren                 | Åk 1    | Åk 1      | Åk 2    | Åk 2      | Totalt  | Totalt    |
| Idrottare      | Gren                 | Tid     | Placering | Tid     | Placering | Tid     | Placering |
| -------------- | -------------------- | ------- | --------- | ------- | --------- | ------- | --------- |
| Albert Popov   | Herrarnas slalom     | 54,62   | 9         | 50,53   | 8         | 1.45,15 | 9         |
| Albert Popov   | Herrarnas storslalom | 1.07,60 | 27        | 1.07,34 | 7         | 2.14,94 | 17        |
| Kamen Zlatkov  | Herrarnas slalom     | 55,66   | 20        | DNF     | DNF       | DNF     | DNF       |
| Eva Vukadinova | Damernas slalom      | 1.00,71 | 49        | DNF     | DNF       | DNF     | DNF       |
| Eva Vukadinova | Damernas storslalom  | 1.05,58 | 44        | 1.05,88 | 37        | 2.11,46 | 36        |

## Backhoppning
| Idrottare          | Gren                  | Kval    | Kval  | Kval      | Första omgången | Första omgången | Första omgången | Final            | Final            | Final            | Totalt           | Totalt           |
| Idrottare          | Gren                  | Distans | Poäng | Placering | Distans         | Poäng           | Placering       | Distans          | Poäng            | Placering        | Poäng            | Placering        |
| ------------------ | --------------------- | ------- | ----- | --------- | --------------- | --------------- | --------------- | ---------------- | ---------------- | ---------------- | ---------------- | ---------------- |
| Vladimir Zografski | Herrarnas normalbacke | 97,5    | 99,7  | 13 Q      | 99,0            | 126,7           | 24 Q            | 97,0             | 118,6            | 23               | 245,3            | 22               |
| Vladimir Zografski | Herrarnas stora backe | 117,0   | 95,6  | 37 Q      | 125,0           | 112,5           | 38              | Gick inte vidare | Gick inte vidare | Gick inte vidare | Gick inte vidare | Gick inte vidare |

## Konståkning
| Idrottare        | Gren                  | Kortprogram | Kortprogram | Friåkningsprogram | Friåkningsprogram | Totalt | Totalt    |
| Idrottare        | Gren                  | Poäng       | Placering   | Poäng             | Placering         | Poäng  | Placering |
| ---------------- | --------------------- | ----------- | ----------- | ----------------- | ----------------- | ------ | --------- |
| Alexandra Feigin | Damernas singelåkning | 59,16       | 23 Q        | 100,15            | 24                | 159,31 | 24        |

## Rodel
| Idrottare     | Gren             | Åk 1   | Åk 1      | Åk 2   | Åk 2      | Åk 3   | Åk 3      | Åk 4             | Åk 4             | Totalt   | Totalt    |
| Idrottare     | Gren             | Tid    | Placering | Tid    | Placering | Tid    | Placering | Tid              | Placering        | Tid      | Placering |
| ------------- | ---------------- | ------ | --------- | ------ | --------- | ------ | --------- | ---------------- | ---------------- | -------- | --------- |
| Pavel Angelov | Herrarnas singel | 59,555 | 29        | 59,753 | 29        | 59,545 | 29        | Gick inte vidare | Gick inte vidare | 2.58,853 | 28        |

## Skidskytte
Herrar
| Idrottare                                                    | Gren      | Tid       | Missar      | Placering |
| ------------------------------------------------------------ | --------- | --------- | ----------- | --------- |
| Dimitar Gerdzhikov                                           | Sprint    | 26.56,5   | 2 (1+1)     | 63        |
| Dimitar Gerdzhikov                                           | 20 km     | 53.54,2   | 2 (1+0+1+0) | 41        |
| Vladimir Iliev                                               | Sprint    | 25.52,2   | 2 (0+2)     | 31        |
| Vladimir Iliev                                               | Jaktstart | 43.41,3   | 7 (2+2+2+1) | 25        |
| Vladimir Iliev                                               | 20 km     | 55.37,5   | 5 (2+1+1+1) | 61        |
| Anton Sinapov                                                | Sprint    | 26.45,4   | 2 (0+2)     | 56        |
| Anton Sinapov                                                | Jaktstart | 47.08,3   | 7 (2+0+3+2) | 55        |
| Anton Sinapov                                                | 20 km     | 58.47,6   | 6 (2+1+1+2) | 85        |
| Blagoy Todev                                                 | Sprint    | 26.39,2   | 1 (0+1)     | 52        |
| Blagoy Todev                                                 | Jaktstart | 47.05,0   | 6 (1+3+1+1) | 53        |
| Dimitar Gerdzhikov Vladimir Iliev Anton Sinapov Blagoy Todev | Stafett   | 1:27.05,3 | 13 (2+11)   | 18        |

Damer
| Idrottare                                                    | Gren      | Tid     | Missar      | Placering |
| ------------------------------------------------------------ | --------- | ------- | ----------- | --------- |
| Lora Hristova                                                | Sprint    | 26.27,7 | 4 (3+1)     | 89        |
| Daniela Kadeva                                               | Sprint    | 24.33,1 | 1 (1+0)     | 84        |
| Daniela Kadeva                                               | 15 km     | 59.30,4 | 8 (4+1+2+1) | 86        |
| Milena Todorova                                              | Sprint    | 22.15,4 | 1 (1+0)     | 17        |
| Milena Todorova                                              | Jaktstart | 39.20,6 | 6 (0+0+2+4) | 31        |
| Milena Todorova                                              | 15 km     | 50.14,9 | 5 (0+2+0+3) | 52        |
| Maria Zdravkova                                              | Sprint    | 24.39,1 | 1 (0+1)     | 78        |
| Maria Zdravkova                                              | 15 km     | 50.13,1 | 1 (0+1+0+0) | 50        |
| Lora Hristova Daniela Kadeva Milena Todorova Maria Zdravkova | Stafett   | Varvade | 8 (1+7)     | 18        |

Mixat
| Idrottare                                                         | Gren    | Tid     | Missar   | Placering |
| ----------------------------------------------------------------- | ------- | ------- | -------- | --------- |
| Vladimir Iliev Dimitar Gerdzhikov Milena Todorova Maria Zdravkova | Stafett | Varvade | 12 (3+9) | 19        |

## Snowboard
| Idrottare       | Gren                          | Kval    | Kval      | Åttondelsfinal     | Kvartsfinal      | Semifinal        | Final            | Final     |
| Idrottare       | Gren                          | Tid     | Placering | Motståndare Tid    | Motståndare Tid  | Motståndare Tid  | Motståndare Tid  | Placering |
| --------------- | ----------------------------- | ------- | --------- | ------------------ | ---------------- | ---------------- | ---------------- | --------- |
| Radoslav Yankov | Herrarnas parallellstorslalom | 1.22,48 | 15 Q      | Karl (AUT) L +0,36 | Gick inte vidare | Gick inte vidare | Gick inte vidare | 15        |

## Sporter utan tävlande

### Längdskidåkning
Simeon Deyanov var uttagen i truppen men missade spelen efter att ha testat positivt för covid-19.